# Reiner von Velen der Jüngere
Reiner von Velen (* im 16. Jahrhundert; † 23. August 1561) war Domherr in Münster.

## Leben

### Herkunft und Familie
Reiner wuchs als Sohn des Hermann von Velen und seiner Gemahlin Maria (Margaretha) von Morrien (1523–1596, Tochter des Erbmarschalls Gerhard Morrien) zusammen mit seinen Geschwistern
- Adrian (um 1540 – nach 1594, Domherr in Münster und Osnabrück)
- Johannes (1556–1616, Domherr in Münster und Landrat)
- Alexander (1556–1630, Hofmarschall und Amtsdroste)
- Hermann (1544–1611, Hofmarschall, Domherr und Amtsdroste)
- Reiner († 1575, Domvikar, Vicedominus)

sowie Elisabeth, Sophia, Anna und Agnes (alle Kanonissen) in der westfälischen Adelsfamilie von Velen auf. Sein Vater hatte durch eine geschickte Vermögensbewirtschaftung dafür gesorgt, dass alle seine Kinder mit einer Präbende ausgestattet werden konnten.

### Wirken
Am 4. Januar 1558 kam Reiner in den Besitz der münsterschen Dompräbende, die durch den Tod des Domherrn Herbert de Bar frei geworden war. Bis zu seinem Tode blieb Reiner Domherr in Münster. Seine Präbende ging an seinen Bruder Hermann.